# Eulalia
Eulalia és un gènere de plantes de la família de les poàcies, ordre de les poals, subclasse de les commelínides, classe de les liliòpsides, divisió dels magnoliofitins.

## Taxonomia
- E. viminea (Trin.) Kuntze

(vegeu-ne una relació més exhaustiva a Wikispecies)

## Sinònims
(Els gèneres marcats amb dos asteriscs (**) són sinònims possibles)
**Pseudopogonatherum A. Camus, 
Puliculum Haines.